# Aethopyga mystacalis
Aethopyga mystacalis là một loài chim trong họ Nectariniidae.